# Takahashi Shigetane
Takahashi Shigetane (高橋 紹運?; 1548 – 10 settembre 1586) è stato un daimyō giapponese del periodo Sengoku, servitore del clan Ōtomo.
Era noto anche come Takahashi Shōun (高橋 紹運?).

## Biografia[2]
Figlio di Akimasa Yoshihiro (吉弘 鑑理?, 1519-1571), fu un anziano servitore clan Ōtomo durante la fine del periodo Sengoku. Suo padre Akimasa era uno dei più importanti seguaci della famiglia Ōtomo. Shigetana governava il distretto di Mikasa nella provincia di Chikuzen e aveva la propria roccaforte nel castello di Iwaya (o Iwayama). 
Assieme a Tachibana Dōsetsu fu uno dei generali più importanti degli Ōtomo, salvandoli dal collasso nel 1562 quando avvenne il tradimento di Takahashi Akitane (1529-1579) che si unì ai Mōri e si ribellò. Fu in seguito alla sconfitta di Akitane che Ōtomo Sōrin mise Shigetane a capo del clan Takahashi.
Shigetane fu un generale coraggioso fin dalla sua giovinezza, e viene ricordato anche come una persona onesta. Secondo il Meisho Genkoroku, racconti di generali scritto durante il periodo Edo, Shigetane si fidanzò con una figlia di un generale alleato, la quale perse la sua bellezza poiché malata. Un fratello esitò a lasciare che Shigetane si sposasse con lei, ma lui non infranse la promessa e la sposò.
Shigetane prese parte a molte battaglie e riuscì a risollevare il nome degli Ōtomo nella parte nord dell'isola di Kyūshū assieme a Dōsetsu. Dato che Dōsetsu non aveva figli maschi, chiese a Shigetane di adottare suo figlio Takahashi Muneshige (1567-1643, inizialmente chiamato Munetora), fatto che in seguito avvenne.
Munetora in seguito cambiò il suo nome in Tachibana Muneshige e divenne un generale coraggioso equivalente ai suoi due padri. Queste talentuose tre generazioni dei clan Tachibana e Takahashi fu molto attiva e prominente nell'isola e viene spesso paragonata alle tre generazioni del clan Sanada del Giappone orientale.
Tuttavia l'apice di potere del clan Ōtomo non durò a lungo, e dopo la sconfitta nella battaglia di Mimikawa del 1578, molti signori locali nella parte settentrionale dell'isola si rivoltarono simultaneamente. Nella parte nordorientale il clan Akizuki si ribellò, e nella parte nord-occidentale Ryūzōji Takanobu, un potente signore della provincia di Hizen che veniva chiamato l'orso di Hizen, si rese indipendente.
Takanobu conquistò rapidamente la provincia di Hizen e parte della provincia di Chikugo, originariamente governata dagli Ōtomo, e cercò di entrare nell'area di Fukuoka. Ma durante questa grave situazione Dōsetsu e Shigetane combatterono con fermezza per gli Ōtomo in una situazione di inferiorità e senza rinforzi dalla forza principale del clan. Nel 1584 Takanobu fu sconfitto e morì nella battaglia di Okitanawate, e i due generali recuperarono la provincia di Chikugo dal clan Ryūzōji.
Ma nel 1585 Dōsetsu morì di malattia durante l'assedio al castello di Nekoo nella provincia di Chikugo. L'esercito degli Ōtomo perse un pilastro, e il clan Shimazu, sconfitto il clan Ryūzōji, iniziò il suo espandersi verso le terre degli Ōtomo. La forza principale del clan Shimazu invase la provincia di Bungo da sud, e una forza distaccata si diresse verso la zona di Fukuoka dalla provincia di Chikugo.
Ōtomo Sōrin venne circondato nella sua residenza. Il castello di Usuki chiese assistenza al governante centrale Toyotomi Hideyoshi. Sōrin raccomandò a Hideyoshi il suo servitore Shigetane quale generale veramente fidato con regalità e coraggio, e Shigetane divenne un generale diretto di Hideyoshi.
Nell'estate 1586 Shimazu Tadanaga guidò 30.000 uomini nell'area di Fukuoka. Molti signori locali si arresero al clan Shimazu. Gli Ōtomo controllavano i castelli di Tachibanayama, di Houmanyama e quello di Iwayama con solo 3.000 soldati. Hideyoshi mandò il suo generale Kuroda Yoshitaka ad assistere Shigetane il quale gli chiese di ritirarsi temporaneamente, ma quest'ultimo decise di resistere fermamente contro l'esercito degli Shimazu.
Shigetane mise suo figlio Munetora sul retro del castello di Tachibanayama, e si barricò al castello di Iwaya sul lato con 762 soldati. Il castello di Iwaya era un piccolo castello e meno fortificato rispetto al castello di Tachibanayama o al castello di Houmanyama, ma il suo retro era completamente circondato da scogliere a picco e l'unica via di attacco era il punto di sella stretto dal monte Shioujiyama.
Sapendo che i rinforzi di Hideyoshi sarebbero arriverati presto, Shigetane intenzionalmente divise la sua forze e si barricò al castello di Iwaya con soldati pronti a morire, aspettando l'attacco dell'esercito Shimazu per guadagnare tempo e cercando di infliggere il maggior numero di perdite possibili.
L'eroica resistenza durante l'assedio di Iwaya viene ricordato come uno dei maggiori esempi di lealtà e coraggio del periodo Sengoku. 
L'esercito degli Shimazu circondò il castello di Iwaya verso metà luglio 1586 e chiese a Shigetane di arrendersi, ma la richiesta venne respinta. Gli Shimazu attaccarono immediatamente il castello, ma la difesa disperata degli assediati riuscì a resistere ed a infierire gravi perdite per due settimane. Vedendo questa situazione, Tadanaga lodò Shigetane e gli scrisse: "Perché servi l'ingiusto clan Ōtomo che ha fede nel cristianesimo? Il tuo coraggio è già stato dimostrato, ti prego arrenditi" e chiese nuovamente una resa. Ma Shigetane rispose a Tadanaga che "L'ascesa e la caduta del clan sono inevitabili, ma cambiare il mio maestro alla caduta del clan è un atto vergognoso, la vita è transitoria ma la fama rimane a lungo, quindi non mi arrenderò mai al clan Shimazu".
Alla fine gli Shimazu fecero un attacco totale al castello, e la guarnigione continuò a combattere fino alla fine. Una volta che il castello era perso, Shigetane scrisse il suo poema d'addio e commise seppuku in cima alla torre di avvistamento. Tutti i 762 soldati morirono nell'assedio. Si racconta che tutti gli uomini sul campo di battaglia, compresi i soldati degli Shimazu, provassero ammirazione Shigetane. Poco dopo la morte di Shigetane, Hideyoshi arrivò e diede il via alla campagna di Kyūshū, e gli Shimazu si ritirarono rapidamente verso il loro feudo.
Suo figlio Munetora divenne successivamente capo del clan Tachibana.